# Jijō wo Shiranai Tenkōsei ga Guigui Kuru.
Jijō wo Shiranai Tenkōsei ga Guigui Kuru. (jap.: 事情を知らない転校生がグイグイくる。) ist eine Mangareihe von Mangaka Taku Kawamura, die seit 2018 in Japan erscheint. Die Geschichte erzählt in kurzen Episoden von der Freundschaft eines fröhlichen Jungen zu einem Mädchen, das von ihren Mitschülern gemobbt wird. Ihre Begegnung ermöglicht dem Mädchen erstmals einen Freundeskreis und zwischen beiden entwickeln sich mit der Zeit tiefere Gefühle. Die Comedy-Serie wurde 2023 als Anime umgesetzt, der international auch als My Clueless First Friend bekannt wurde. 

## Inhalt
Die Grundschülerin Akane Nishimura (西村 茜) wird von ihren Mitschülern wegen ihres Aussehens gehänselt und Shinigami – Todesgott – genannt, weil sie sie unheimlich finden. Als in der fünften Klasse der fröhliche Taiyō Takada (高田 太陽) auf die Schule wechselt, ist er von ihrem Spitznamen sofort begeistert und will unbedingt mit ihr befreundet sein. Denn er liebt übernatürliches und hat eine lebhafte Fantasie. Alles, was die anderen ihm über Nishimura erzählen, lässt sein Interesse an ihr nur wachsen. Dass sie Flüche verteilen soll, lässt ihn verflucht werden wollen. Als sie ihn Freund der Shinigami nennen, freut er sich über seinen neuen, coolen Spitznamen und über die magischen Kräfte, die er als Freund von ihr wohl erhalten möge. Und als sie sagen, dass Nishimura Unglück bringe, nimmt Takada es nur als Zeichen, wie toll ihre Freundschaft ist, denn trotz dieses Unglücks habe er noch immer viel Spaß mit ihr.
An Takadas positiver Einstellung prallen alle bösen Worte seiner Mitschüler über Nishimura ab und immer wieder verkehrt er das, was als Beleidigung gemeint war, ins Gegenteil um, wenn er es missversteht. Vor allem die Bande um Kotarō Kitagawa und die Mädchen um Sumire Kasahara versuchen dennoch immer wieder, über Nishimura herzuziehen oder Takada von ihr zu trennen, was stets an Nishimuras heiter-naiven Freund scheitert. Dank ihm macht ihr die Schule endlich wieder Spaß, was auch ihrem alleinerziehenden Vater auffällt. Und bald kommen neue Freunde dazu: Der recht einfach gestrickte Daichi Hino spielt gern mit Takada und hat auch kein Problem mit Nishimura. Und die zurückhaltende, belesene Umi Adachi freundet sich mit Nishimura, der sie als einzige verrät, dass sie heimlich in Hino verliebt ist. So bilden die vier einen Freundeskreis, zu dem nach einiger Zeit sogar Kasahara hinzustößt. Sie hatte es eigentlich selbst auf Takada abgesehen, merkte, dass der viel mehr als Nishimura interessiert ist, und ist daher oft eifersüchtig. Doch nachdem sie einige Mal mit Nishimura zusammenarbeiten musste, merkt Kasahara, wie falsch ihr Mobbing war, und die beiden freunden sich an. So verbringt die Gruppe ihren Schüleralltag, während Takada langsam bemerkt, dass er für Nishimura mehr als nur Freundschaft empfindet.

## Veröffentlichung
Der Manga erscheint seit Mai 2018 im Magazin Gangan Joker bei Square Enix. Der Verlag brachte die Kapitel auch gesammelt in bisher 15 Bänden heraus. Der erste dieser Bände verkaufte sich über 17.000 Mal in der ersten Woche nach Veröffentlichung. Eine englische Fassung erscheint bei Comikey und in der App Manga Up!, eine französische bei nobi nobi!.

## Animeserie
Auf Grundlage des Mangas entstand eine 13-teilige Fernsehserie. Der Anime wurde bei Studio Signpost unter der Regie von Shigenori Kageyama produziert. Hauptautoren waren Shogo Yasukawa und Takafumi Hoshikawa. Das Charakterdesign wurde von Chikashi Kadekaru für die Animationen adaptiert und die künstlerische Leitung lag bei Jia Fang Lu. Die Tonarbeiten leitete Noboru Haraguchi und für die Kameraführung war Tetsuya Kawada verantwortlich.
Der Anime wurde erstmals im November 2022 angekündigt. Die je 23 Minuten langen Folgen wurden vom 9. April bis 2. Juli 2023 bei den Sendern Tokyo MX, Ytv, TV Aichi, BS Fuji und Animax gezeigt. Parallel dazu fand online die internationale Veröffentlichung über die Plattform Crunchyroll statt, unter anderem mit Untertiteln auf Deutsch, Englisch, Spanisch und Französisch sowie mit englischer Synchronisation.

### Synchronisation
| Rolle           | Japanische Stimme (Seiyū) |
| --------------- | ------------------------- |
| Akane Nishimura | Konomi Kohara             |
| Taiyō Takada    | Shizuka Ishigami          |
| Yukiko Takada   | Atsumi Tanezaki           |
| Akanes Vater    | Jun Fukuyama              |
| Daichi Hino     | Kengo Kawanishi           |
| Kotarō Kitagawa | Kōhei Amasaki             |
| Umi Adachi      | Reina Kondo               |
| Sumire Kasahara | Wakana Maruoka            |

### Musik
Die Musik der Serie stammt von Toshio Masuda. Der Vorspann ist unterlegt mit Alcor to Polaris (アルコルとポラリス) von Reina Kondō und für den Abspann wurde das Lied Kokorone (ココロネ) von Kitri verwendet.